# Samiranan
Samiranan is een bestuurslaag in het regentschap Temanggung van de provincie Midden-Java, Indonesië. Samiranan telt 2122 inwoners (volkstelling 2010).